# باستر بوريل
باستر بوريل (بالإنجليزية: Buster Burrell)‏ هو لاعب كرة قاعدة أمريكي، ولد في 22 ديسمبر 1866 في ويماوث في الولايات المتحدة، وتوفي بنفس المكان في 8 مايو 1962.

## وصلات خارجية
- باستر بوريل على موقع دوري كرة القاعدة الرئيسي (الإنجليزية)
- باستر بوريل على موقعبيزبول رفرنس.كوم (الدوري الرئيسي) (الإنجليزية)
- باستر بوريل على موقعبيزبول رفرنس.كوم (الدوري الثانوي) (الإنجليزية)
- باستر بوريل على موقع جمعية أبحاث البيسبول الأمريكية (الإنجليزية)